# Calolampra characterosa
Calolampra characterosa es una especie de cucaracha del género Calolampra, familia Blaberidae.